# Ishaq ibn Hunayn

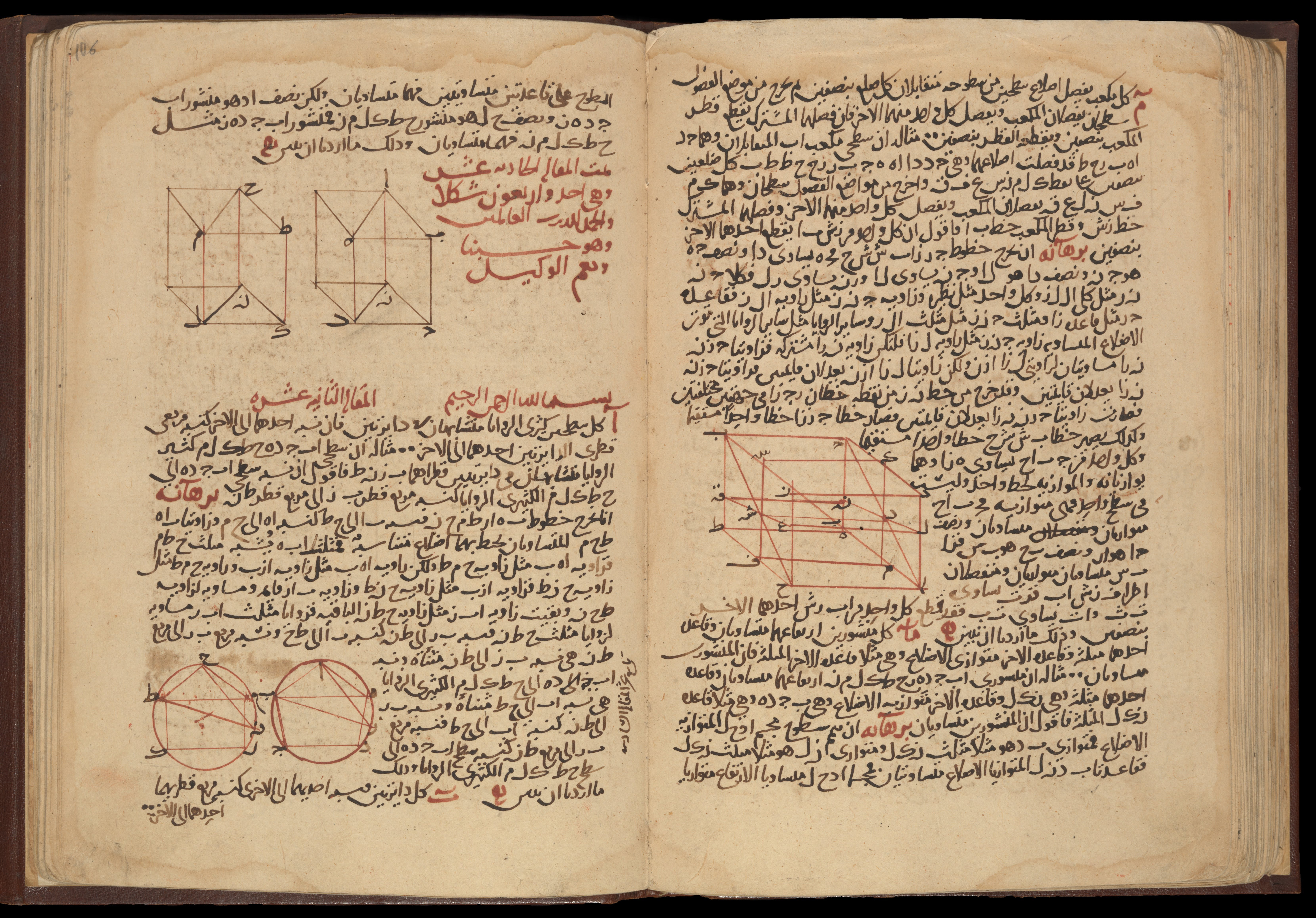
Doble página de la traducción al árabe de los Elementos de Euclides de Ishaq ibn Hunayn. Irak, 1270. Biblioteca Chester Beatty

Abū Yaʿqūb Isḥāq ibn Ḥunayn (en árabe: إسحاق بن حنين‎) (Bagdad, c. 830-c. 910-1) fue un influyente traductor y médico árabe, conocido por haber escrito la primera biografía de médicos en idioma árabe. También se le conoce por haber traducido los Elementos de Euclides y el Almagesto de Ptolomeo. Es hijo del famoso traductor Hunayn Ibn Ishaq.